# Chaînon Bridger (Wyoming)
Pour les articles homonymes, voir Chaînon Bridger (Montana) et Bridger.
Le chaînon Bridger est un massif montagneux des Rocheuses situé dans le Wyoming, aux États-Unis, et culminant à 2 530 mètres d'altitude environ à Copper Mountain. Il constitue l'extension méridionale des monts Big Horn. Il est nommé en hommage au mountain man Jim Bridger.